# Frontón Balear
El Frontón Balear era un edificio de carácter deportivo ubicado en Palma (Mallorca, Islas Baleares). Funcionó desde 1935 hasta 1977 para la disputa de competiciones de juego de pelota, además de otros deportes como la boxeo y el baloncesto.

## Historia
El edificio era un frontón cubierto, según el diseño del arquitecto Jaume Alenyar i Ginard, y fue inaugurado el 31 de mayo de 1935. Abarcaba un total de 5.000 metros cuadrados, con una pista de juego de 60 metros de largo por 10 de ancho, un frontis de casi 11 metros y contracancha de 7 metros. El aforo era de 800 espectadores y disponía de dependencias de sala de baile, cafetería y sala de apuestas.
Después de la Guerra civil española dejó de acoger temporalmente partidos de pelota. Mientras tanto acogió otras veladas deportivas, especialmente combates de boxeo y partidos de baloncesto, destacando en especial la final de la Copa del Generalísimo de 1943 en sus modalidades masculina y femenina. Con la reanudación del juego de pelota en 1949 ésta fue su principal actividad aunque se mantuvieron los otros deportes, así como la celebración de fiestas y actuaciones musicales.
En 1969 el edificio fue reformado y vivió una última etapa de esplendor hasta su clausura el 16 de agosto de 1977, después de una operación de compraventa inmobiliaria que terminó con la desaparición del edificio del año siguiente para la construcción de viviendas.

## Eventos
- Copa del Generalísimo de baloncesto: 1943